# Santa Maria la Longa
Santa Maria la Longa (Sante Marie la Lungje en friulano) es una población de 2.419 habitantes en la provincia de Udine, en la región autónoma de Friuli-Venecia Julia.

## Geografía

### Demografía
| Gráfica de evolución demográfica de Santa Maria la Longa entre 1861 y 2001 |
|                                                                            |
| Fuente ISTAT - elaboración gráfica de Wikipedia                            |

- Datos: Q53361
- Multimedia: Santa Maria la Longa / Q53361

1. ↑  Worldpostalcodes.org, código postal n.º 33050.
2. ↑  «Codici Catastali». Comuni-italiani.it (en italiano). Consultado el 29 de abril de 2017.